# Reação internacional à Operação Chumbo Fundido

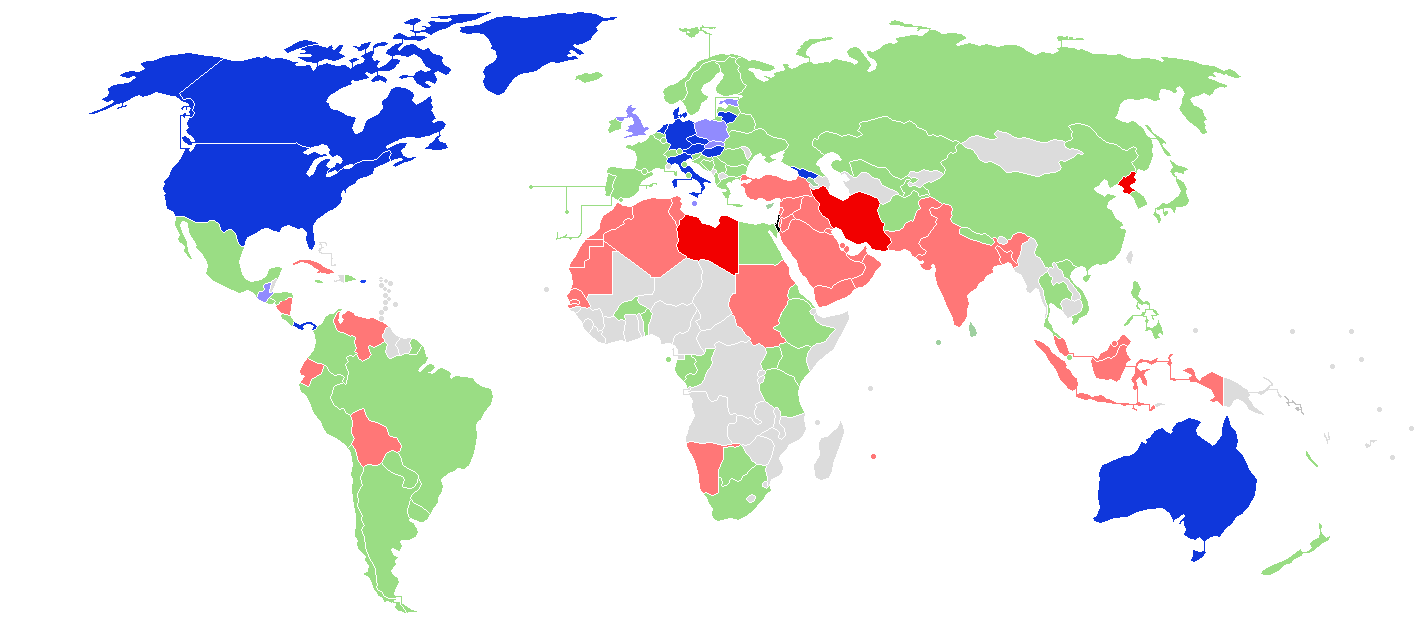
Reação Internacional à Operação Chumbo Fundido:
Israel-Gaza.
Estados que apoiam a posição de Israel e definem a ação como dentro do direito de defesa do país.
Estados que só condenaram as ações do Hamas.
Estados que apoiam a posição do Hamas e definem a ação como dentro do direito de resistência do grupo.
Estados que só condenaram a ação de Israel.
Estados que pediram o fim das hostilidades e condenaram ambos ou nenhum dos lados.
Estados sem declarações oficiais sobre o conflito.

Este artigo acompanha a reação internacional à Operação Chumbo Fundido.

## Cronologia

### Reações no 1.º dia de conflito

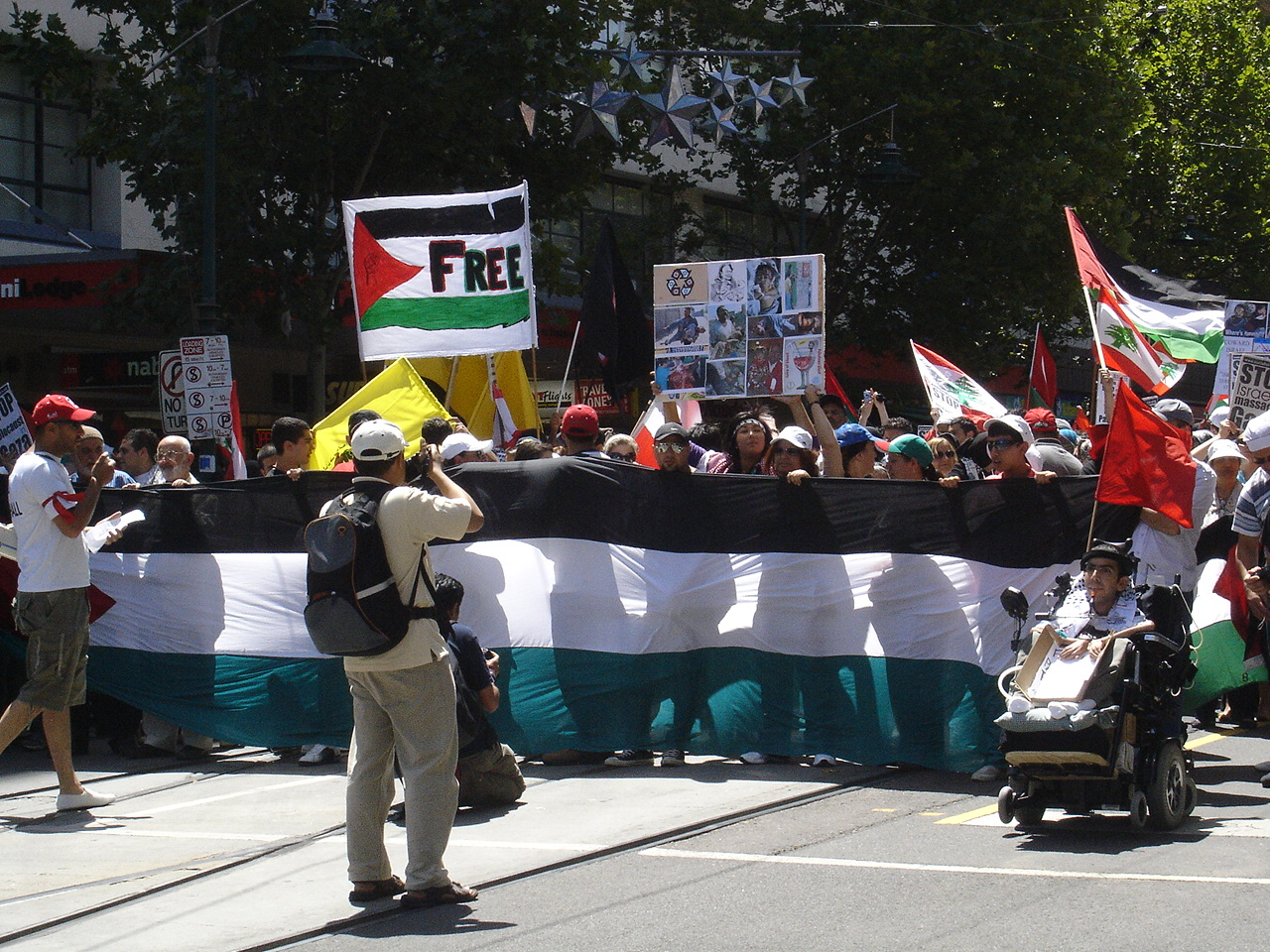
Manifestação em Melbourne (Austrália) contra os bombardeios sobre a Faixa de Gaza.

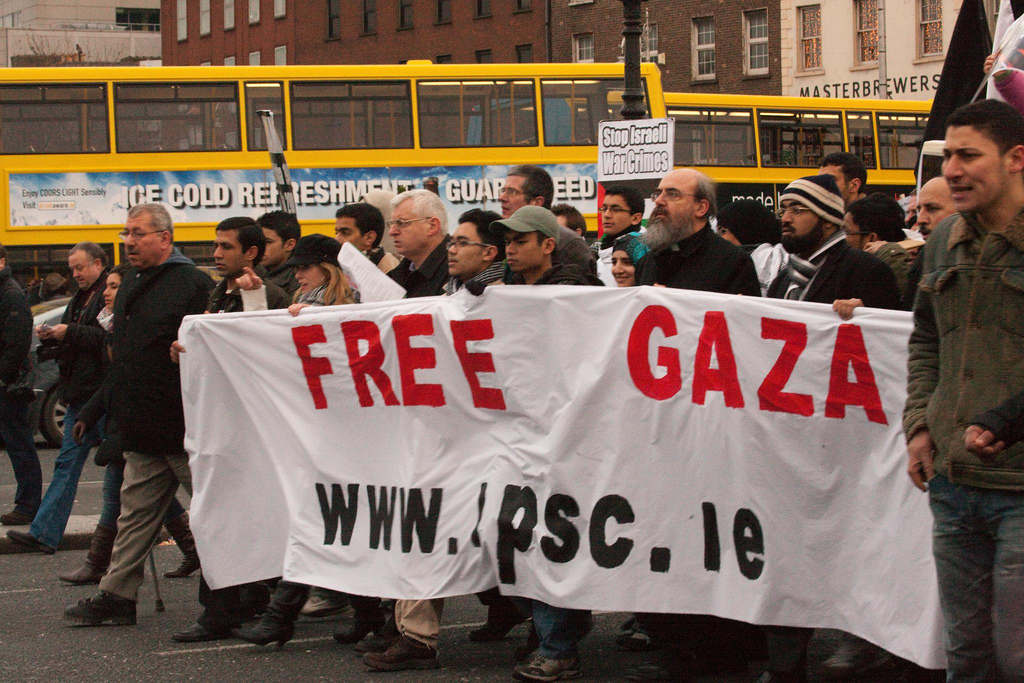
Protestos na Irlanda.

Diversas cidades árabes realizaram protestos contra o ataque à Faixa de Gaza. Centenas de palestinos protestaram em Belém diante de um posto de controle militar israelense. Em Jerusalém Oriental, dezenas de jovens colocaram fogo em latas de lixo e atiraram pedras contra a polícia, que prendeu dois manifestantes. Houve protestos também nos campos de refugiados de Beitar Illit e Shuafat, na Cisjordânia. No vilarejo beduíno de Rahat, no deserto do Negueve, cerca de 400 moradores se manifestaram contra a ofensiva. Um grupo do partido israelense Hadash, predominantemente árabe, realizou um ato de protesto Nazaré, contra a operação israelense.
O secretário-geral da ONU, Ban Ki-moon, manifestou preocupação "com a violência e o banho de sangue em Gaza e com a contínua violência no sul de Israel", pedindo o fim imediato da violência e reiterando o pedido para que "suprimentos de ajuda humanitária possam chegar a Gaza para ajudar a população necessitada".
Tradicional aliado de Israel, o governo dos Estados Unidos responsabilizou o Hamas pela nova onda de violência na região, afirmando que "para acabar com a violência na região é preciso por um fim aos constantes ataques com foguetes do Hamas contra Israel." O porta-voz do governo norte-americano pediu que Israel "evite mortes de civis nos ataques contra o Hamas na Faixa de Gaza." A secretária de Estado Condoleezza Rice culpou o Hamas por ter quebrado o cessar-fogo e pela "retomada da violência em Gaza". Em informe da chancelaria da Rússia, o ministro de Relações Exteriores russo, Sergei Lavrov, pediu à sua colega de Israel, Tzipi Livni, que cesse a operação militar em Gaza.
O chefe de Política Externa da União Europeia, Javier Solana, declarou preocupação com a escalada de violência na Faixa de Gaza e pediu "um cessar-fogo imediato e que todos exerçam o máximo de contenção." O porta-voz do Vaticano, padre Federico Lombardi, disse que "o Hamas é um prisioneiro de uma lógica do ódio, e Israel da crença de que a melhor resposta ao ódio é a força." O presidente da França Nicolas Sarkozy pediu a "interrupção imediata dos lançamentos de foguetes contra Israel e dos bombardeios israelenses sobre Gaza" e condenou "as provocações irresponsáveis que conduziram a essa situação", assim como o "uso desproporcional da força".
Na Cisjordânia, o presidente da Autoridade Nacional Palestina, Mahmoud Abbas, qualificou a operação israelense de "criminosa" e pediu a intervenção da comunidade internacional. Abbas afirmou ter iniciado "contatos urgentes" com diversos países, com o objetivo de impedir que os ataques continuem. A Liga Árabe deve se reunir, no Cairo, para avaliar os ataques, segundo o secretário da entidade, Amr Moussa.
O governo do Brasil criticou a "reação desproporcional" de Israel no bombardeio e pediu que os isralenses e o grupo Hamas parem os ataques e iniciem um diálogo.

### Reações no 2.º dia de conflito

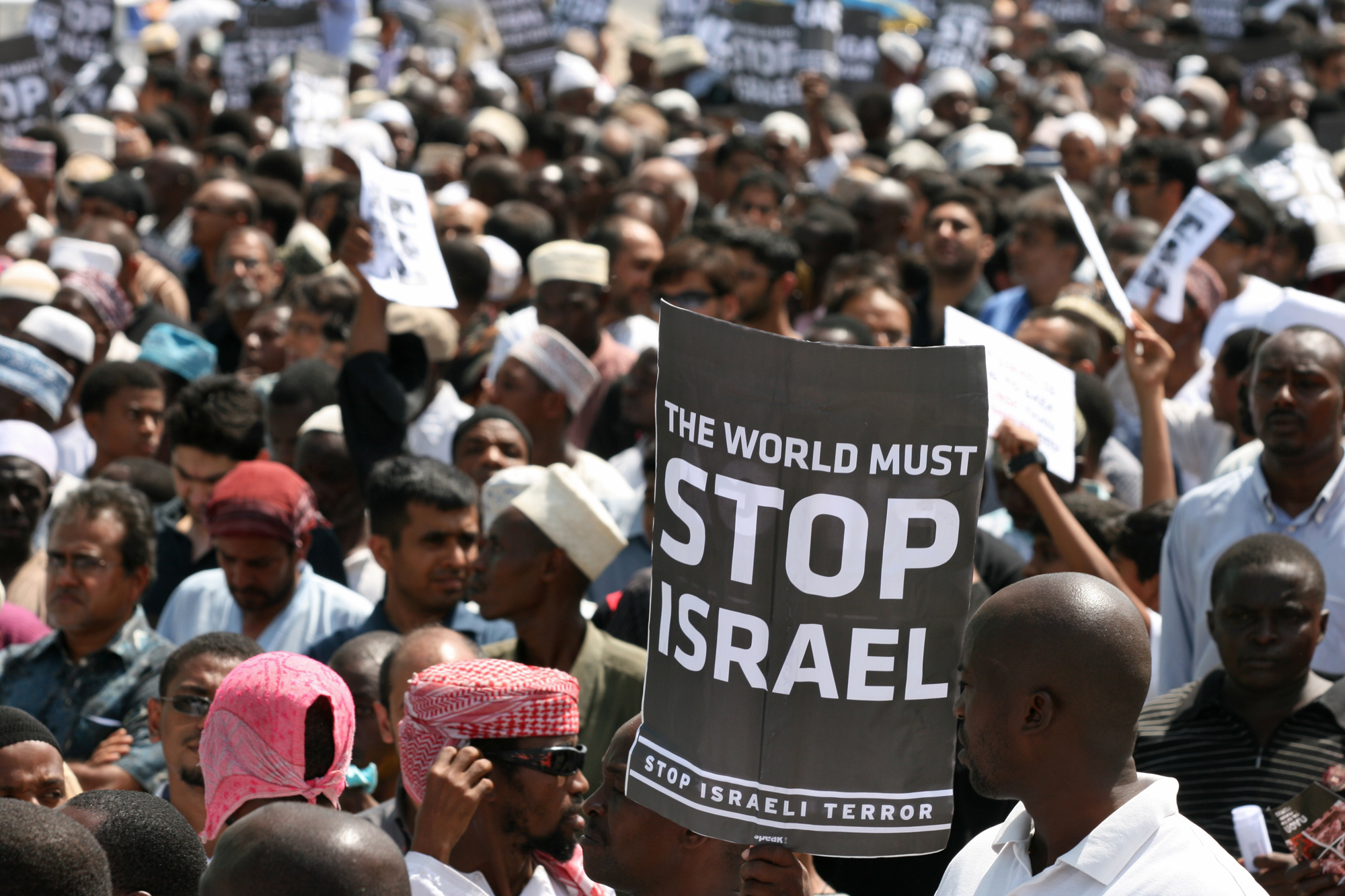
Protestos populares na Tanzânia contra os ataques israelenses em Gaza.

A organização Anistia Internacional classificou como "ilegais" os ataques israelenses à Faixa de Gaza, condenando o "uso desproporcional da força por Israel".
O Comitê Internacional da Cruz Vermelha pediu a entrada de ajuda humanitária na Faixa de Gaza, especialmente de equipamentos e material médico, para atendimento aos feridos. Segundo um repórter da BBC, Israel não tem permitido a entrada de jornalistas estrangeiros na Faixa de Gaza.
A Jordânia, um dos poucos países árabes que mantêm relações diplomáticas com Israel, protestou contra as ações militares israelenses, rejeitando "vigorosamente a política israelense de punição coletiva" e exigindo "a suspensão imediata dos ataques".
Milhares de pessoas se manifestaram em ruas de cidades do Oriente Médio contra o ataque aéreo de Israel.
Durante protestos na Cisjordânia, soldados israelenses mataram dois manifestantes palestinos e feriram outro gravemente, no vilarejo de Naalin, perto de Ramala, e em Silwad, respectivamente.
Em Hebrom, forças de segurança da Autoridade Nacional Palestina (controlada pelo Fatah) dispararam contra centenas de simpatizantes do Hamas, que preparavam uma marcha até uma barreira israelense, nas proximidades.

### Reações no 3.º dia de conflito

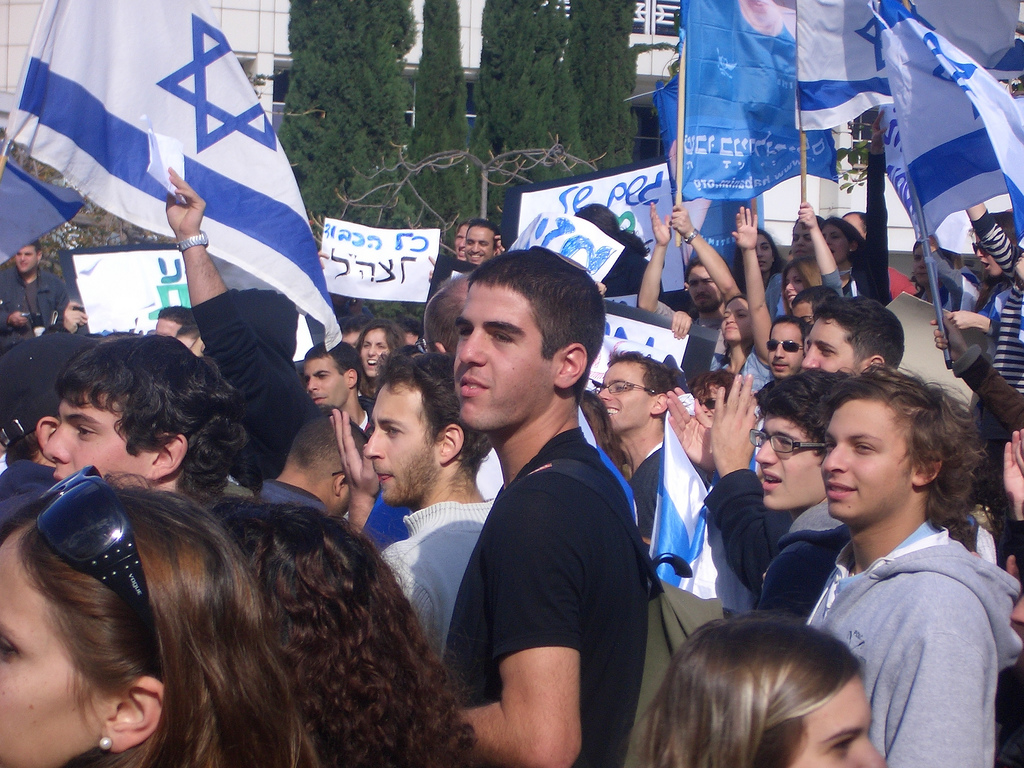
Manifestação em apoio à ofensiva militar israelense na Universidade de Tel Aviv.

Um assessor de Barack Obama disse que o presidente eleito dos Estados Unidos acompanhava a ofensiva israelense contra o Hamas diretamente do Havaí, onde passa férias, mas afirmou que "o presidente Bush responde pelos Estados Unidos até 20 de janeiro e nós respeitamos isso". O ministro de Relações Exteriores russo Serguei Lavrov disse esperar de Obama uma política "mais realista" que a de seu antecessor, para o Oriente Médio.
A chanceler alemã Angela Merkel afirmou que o Hamas era o único responsável pela "escalada de violência" na região e pela retaliação de Israel. O porta-voz do governo dos Estados Unidos exigiu que o Hamas parasse de lançar foguetes contra o sul de Israel e aceitasse um "cessar-fogo durável e sustentável".
No assentamento Kiryat Sefer, na Cisjordânia, um palestino feriu quatro israelenses - um deles gravemente - com um punhal. O agressor ficou gravemente ferido à bala. No mundo islâmico, o dia foi marcado mais uma vez por protestos contra a ofensiva israelense. Mas houve também manifestações em cidades de Israel e Estados Unidos em apoio a ação militar.

### Reações no 4.º dia de conflito

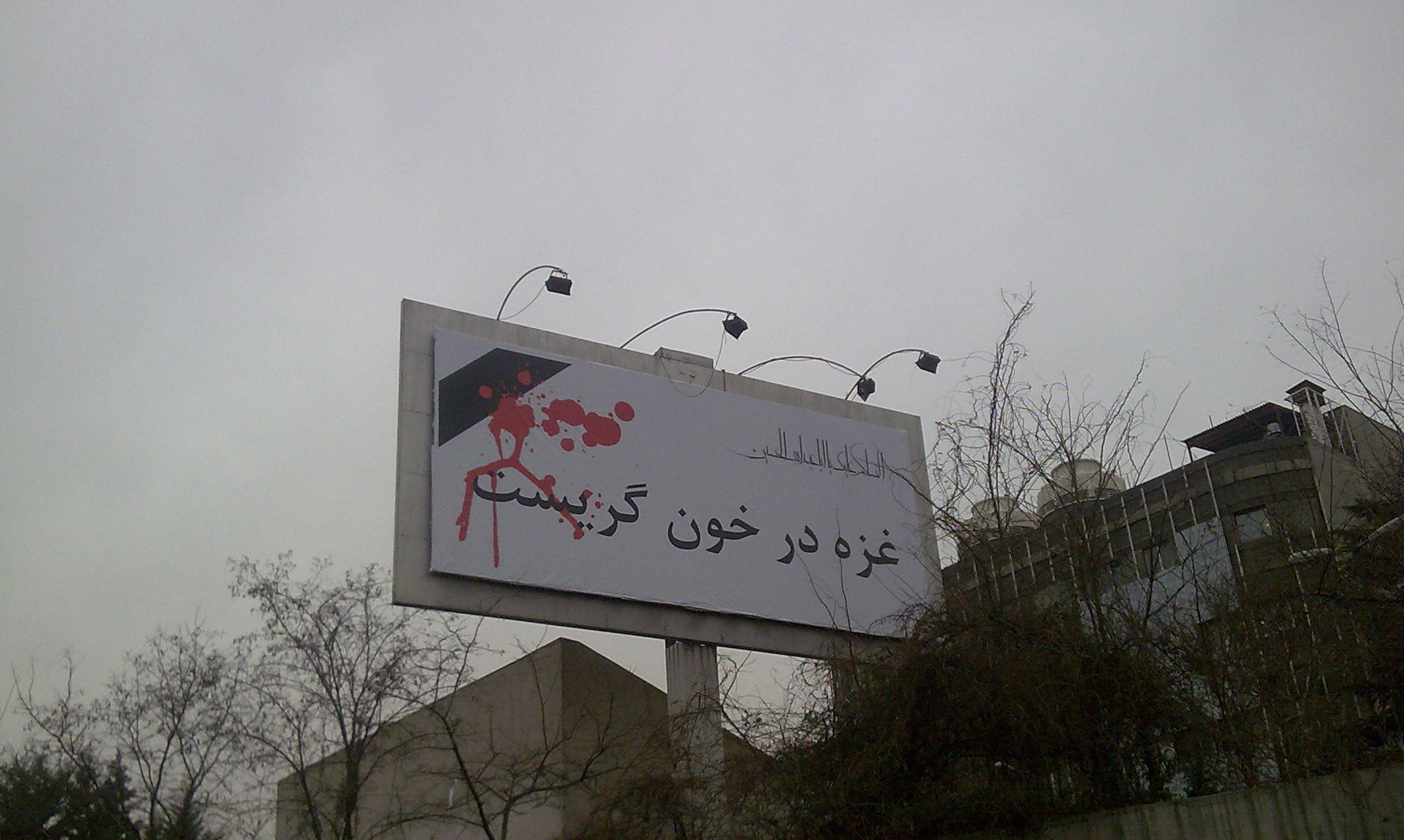
Um cartaz publicitário em Teerã, no Irã, com um mensagem de apoio ao povo palestino. Em persa, pode-se ler: "Gaza gritou em sangue".

Três renomados escritores israelenses, David Grossman, Amos Oz e A. B. Yehoshua, pronunciaram-se a favor de um cessar-fogo imediato com o Hamas.
O secretário-geral da Organização dos Estados Americanos, José Miguel Insulza, reprovou "de maneira absoluta" a grande ofensiva militar israelense no território palestino.

### Reações no 5.º dia de conflito
Em Paris, a União Europeia e os demais representantes do Quarteto para o Oriente Médio (Estados Unidos, ONU e Rússia), voltaram a pedir uma trégua humanitária em Gaza. O secretário-geral do Conselho da Europa, Terry Davis, culpou novamente o Hamas por "romper o cessar-fogo". "Esta decisão foi o que levou à explosão da violência", afirmou. No entanto, Davis criticou Israel pelo uso "excessivo" da força na ofensiva militar e pela "interferência" nas operações de ajuda humanitária. "Estou chocado pela falta de preocupação com o destino da população civil atingida nos novos combates".
O secretário-geral da Liga Árabe, Amr Moussa, pediu formalmente a intervenção do Conselho de Segurança da Organização das Nações Unidas para interromper a ofensiva israelense. "Agora há quase 400 mortos. Qual é o número mágico de vítimas para que o Conselho de Segurança atue?", perguntou Moussa, que pediu ainda que os grupos palestinos superem suas diferenças internas "e se unam imediatamente ante seu inimigo".

### Reações no 6.º dia de conflito
Pesquisa realizada Haaretz mostrou que 71% dos israelenses querem a continuidade da ofensiva militar na Faixa de Gaza.

### Reações no 8.º dia de conflito

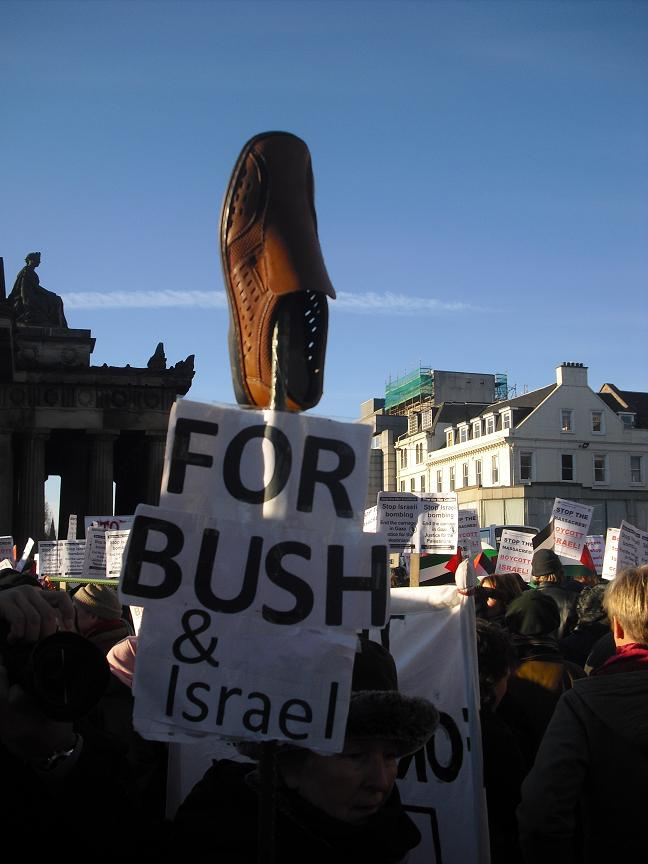
Mais protestos ocorreram contra os ataques israelenses, desta vez em Edimburgo.

O governo da República Tcheca, que acabou de assumir a presidência da União Europeia, considerou o início da operação terrestre israelense na Faixa de Gaza como uma "medida defensiva", e não um ataque. Este posicionamento da nova presidência europeia representou uma grande mudança em relação à atitude da França, que liderava o bloco até o dia 31 de dezembro. O governo da França condenou a invasão terrestre, e considerou que "esta escalada militar perigosa complica os esforços" para obter um cessar fogo. A nota também condenou os disparos de foguetes do Hamas contra o território israelense.
O líder do grupo libanês Hizbollah, Hassan Nasrallah, pediu ao Hamas e a outras facções palestinas devem infligir "o maior número possível de perdas" às forças israelenses.
Na Europa, milhares de pessoas foram às ruas em várias cidades para protestar contra os ataques de Israel na Faixa de Gaza.

### Reações no 12.º dia de conflito

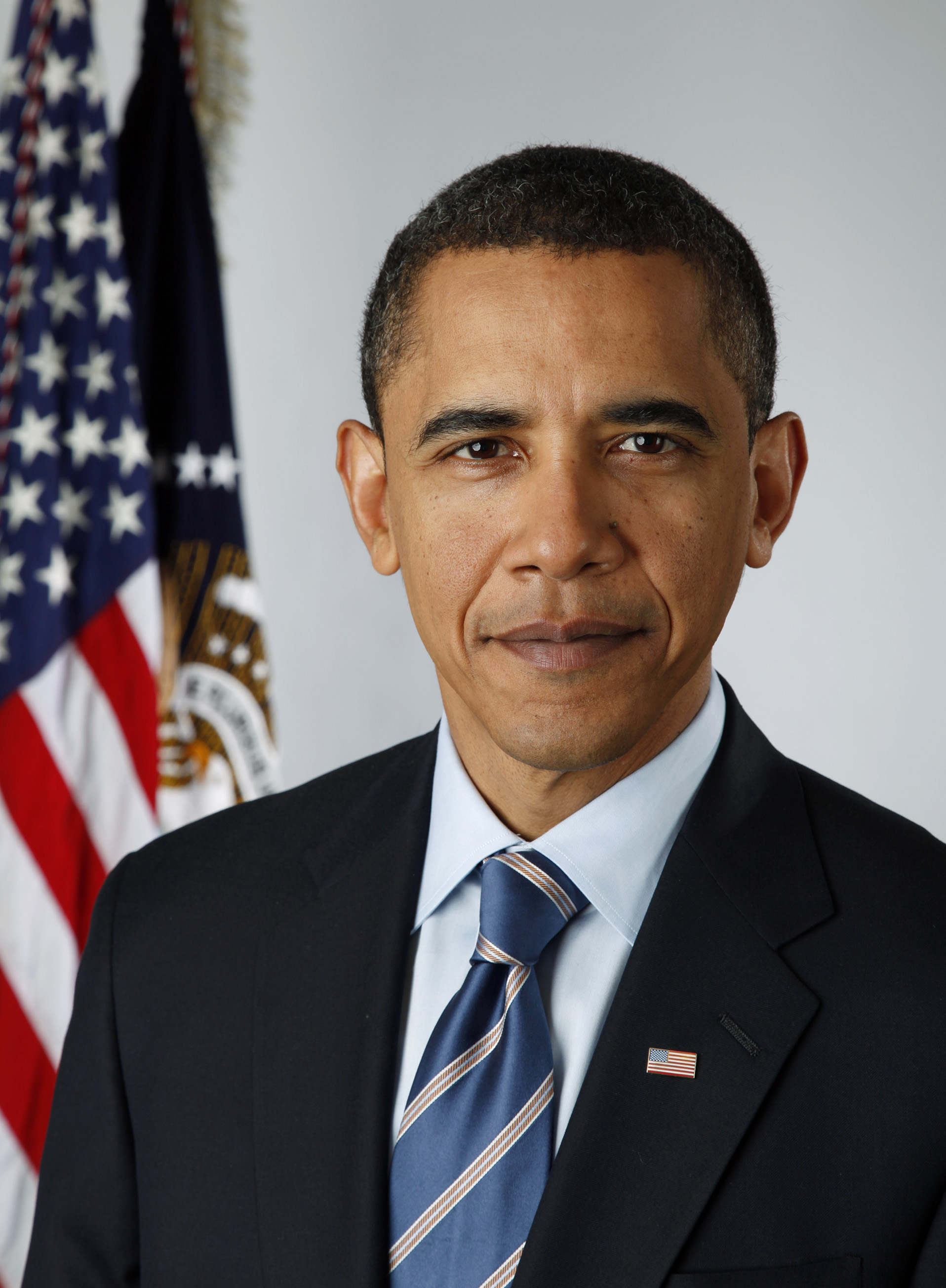
O presidente eleito dos EUA Barack Obama.

O governo da Venezuela anunciou a expulsão do embaixador de Israel e de parte dos funcionários da embaixada israelense no país em um sinal de protesto contra a ofensiva militar na Faixa de Gaza.
Uma partida que seria disputada em Ancara, na Turquia, válida pela Euroliga (a principal competição entre clubes de basquete da Europa) foi cancelada. A equipe da casa, Turk Telekom, enfrentaria o clube israelense Bnei Hasharon. Devido às manifestações no ginásio, os juízes decidiram cancelar a partida e os jogadores voltaram para o vestiário depois de as pessoas começaram a gritar 'Israel, assassinos'. Pelo menos um torcedor foi visto jogando o sapato na quadra.
O presidente eleito dos Estados Unidos, Barack Obama, disse, após o bombardeio da escola da ONU em Gaza por forças israelenses, "que a perda de vidas civis em Gaza e Israel são fonte de profunda preocupação" para ele, mas reiterou que só atuará na resolução do conflito depois de sua posse, prevista para o dia 20 de janeiro de 2009. Obama prometeu ainda que mantém compromisso de campanha de tentar resolver conflito no Oriente Médio. Durante uma entrevista em maio de 2008 (em plena campanha para as eleições presidenciais), o democrata demonstrou ser favorável a Israel e admirador das ideias sionistas desde criança. No mês seguinte, Barack Obama afirmou, em discurso realizado no Aipac ('Comitê Americano de Assuntos Públicos de Israel', um lobby de defesa dos interesses de Israel que atua nos Estados Unidos) que "qualquer acordo com o povo palestino deve preservar a identidade de Israel como Estado judeu", expressou-se favorável a Jerusalém como capital unificada dos israelenses e defendeu o isolamento do Hamas, "a menos e até que reconheça o direito de Israel existir e honre acordos passados".

### Reações no 13.º dia de conflito
Irã: o líder religioso supremo do Irã, Ali Khamenei, proibiu que voluntários iranianos perpetrassem ataques suicidas contra Israel. "Eu agradeço os jovens devotos que pediram para ir para Gaza, mas devo notas que nossas mãos estão atadas nesta arena", disse. Grupos estudantis de linha dura ligados ao presidente Mahmoud Ahmadinejad haviam dito ter alistado 70 mil voluntários como homens-bomba por causa da ofensiva em Gaza.
Vaticano: o papa Bento XVI voltou a pedir pelo cessar-fogo em Gaza. As relações entre Israel e o Vaticano ficaram tensas quando o governo israelense criticou o cardeal Renato Martino, presidente do Conselho do Vaticano pela Justiça e Paz, que havia dito que a Faixa de Gaza é "um grande campo de concentração".
Reino Unido: religiosos e estudiosos muçulmanos britânicos pediram, em carta ao premiê Gordon Brown, que o Reino Unido se distancie das políticas "partidárias" norte-americanas de apoio a Israel, frente ao risco de a ação em Gaza desencadear o "renascimento de grupos extremistas" no país europeu, que reforçariam "sua mensagem de violência e conflito perene".
Estados Unidos: o Congresso americano preparou uma resolução bipartidária expressando seu "compromisso inexorável" com Israel e seu "direito inalienável em defender-se", além de pedir por um "Estado palestino viável e independente que viva em paz com um Estado israelense seguro".
Síria: centenas de milhares marcharam em Damasco em um protesto organizado pelo governo contra a ofensiva israelense em Gaza. Os manifestantes carregavam fotos de líderes do Hizbollah libanês, que apoia o Hamas e também tem apoio oficial do regime sírio.
Brasil: o Brasil enviará à Faixa de Gaza 14 toneladas de medicamentos e alimentos, informou em um comunicado o Itamaraty, em resposta a pedido da Delegação da Autoridade Nacional Palestina em Brasília. A carga inclui analgésicos, anestésicos e remédios para hipertensão, diabetes e desidratação, além de carne enlatada, leite em pó, biscoitos, farinha e açúcar.
Bélgica: a Bélgica quer retirar crianças palestinas feridas de Gaza e levá-las a hospitais em Egito, Líbano, Jordânia ou União Europeia, informou o Ministério de Relações Exteriores, que enviou uma equipe ao Egito.
Indonésia: Cerca de 300 pessoas invadiram um restaurante da cadeia Kentucky Fried Chicken da cidade de Palu sob a alegação de protestar contra a ofensiva militar israelense, informou a imprensa local.
ONU: Em São Paulo, o relator especial das Nações Unidas para os Direitos Humanos nos Territórios Palestinos Ocupados desde 1967, Richard Falk, norte-americano de origem judaica, disse que Israel proíbe os civis palestinos de se refugiarem. "Isso é lamentável e quase único". Trata-se, segundo Falk, de violações dos artigos 33 e 25 da Convenção de Genebra. A potência ocupante deve garantir o acesso da população civil a alimentos e remédios", disse. Para ele, esta violação do Direito Humanitário Internacional constitui crime contra a humanidade.

### Reações no 16.º dia de conflito
Brasil: Cerca de 7 mil pessoas participam de uma marcha contra o conflito em São Paulo. Assim como na manifestação anterior na cidade, a concentração ocorreu no MASP.

### Reações no 17.º dia de conflito
O governo da França endossou um pedido da organização de direitos humanos Human Rights Watch para que Israel não utilizasse bombas de fósforo branco em sua ofensiva militar. Aa organização havia feito a denúncia no dia 10 de janeiro de 2009.

### Reações no 18.º dia de conflito
O Comitê dos Direitos da Criança da Organização das Nações Unidas acusou Israel de mostrar um "claro desrespeito" pela proteção de crianças em sua operação militar na Faixa de Gaza.
Hillary Clinton, futura secretária de Estado do governo de Barack Obama, afirmou que os Estados Unidos promoteu que os Estados Unidos não vão desistir da paz no Oriente Médio.
De acordo com informações da agência estatal de notícias da Turquia informou que um homem ateou fogo a si próprio com gasolina em protesto contra a ofensiva militar.

### Reações no 19.º dia de conflito
Em áudio gravado em uma fita, o líder da rede terrorista Al-Qaeda, Osama Bin Laden, pediu uma jihad islâmica contra a ofensiva israelense na Faixa de Gaza. A fita, intitulada "Pedido por Jihad para parar a agressão contra Gaza", tem data do mês islâmico corrente, mas sua autenticidade não foi verificada, porém a voz se parecia com a do terrorista em declarações anteriores.
Nove entidades de defesa de direitos humanos palestinas e israelenses e a tradicional revista médica inglesa "The Lancet" fizeram críticas a ação militar das forças de Israel e pediram uma investigação para apurar se os militares israelense cometeram crimes de guerra durante a ofensiva, condenando ainda o "inédito" dano à população civil, o "descuidado uso de força letal" e as "óbvias violações das leis de guerra".
Os governos de Bolívia e Venezuela anunciaram o rompimento de relações diplomáticas com Israel em protesto pela ofensiva militar.
O New York Times publicou anúncio pago por grupo de rabinos e outros religiosos da Rede de Religiosos Progressistas (NSP, na sigla em inglês) pedindo ao presidente eleito dos Estados Unidos, Barack Obama, que se esforce por imediato cessar-fogo na Faixa de Gaza.

### Reações no 20.º dia de conflito
O Parlamento Europeu aprovou uma resolução na qual classifica a ofensiva militar israelense na Faixa de Gaza como uma "punição coletiva" imposta à população palestina, pedindo que os militares israelenses cumpram com "suas obrigações quanto ao direito internacional e aos direitos humanos internacionais" e também lamentou que tanto Israel quanto Hamas tenham ignorado a resolução do Conselho de Segurança da ONU que pedia cessar-fogo imediato.
Os países árabes continuavam dividos quanto a uma atitude diplomática frente à Israel. O governo do Qatar convidou líderes árabes a se reunirem em Doha para buscarem juntos maneiras de aumentar a pressão para o fim dos ataques israelenses. Os países da Liga Árabe, em sua maioria, aceitaram o encontro; no entanto, Marrocos, Egito e Arábia Saudita, não se dispuseram a participar.

### Reações no 21.º dia de conflito
Ban Ki-moon, secretário-geral das Nações Unidas, voltou a exigir um cessar-fogo imediato na Faixa de Gaza e criticou duramente os ataques do Exército de Israel que atingiram um hospital, uma área de imprensa e a sede da agência de ajuda humanitária da entidade no território no dia 15 de janeiro.
Em cúpula realizada em Doha, no Qatar, o presidente sírio Bashar al-Assad pediu aos países árabes que rompam suas relações, tanto diretas quanto indiretas, com Israel, incluindo com o fechamento de embaixadas.
Em Genebra, na Suíça, o vice-ministro boliviano de Coordenação com Movimentos Sociais, Sacha Llorenti, afirmou que prepararia um requerimento ao Tribunal Penal Internacional contra Israel por sua ofensiva militar na Faixa de Gaza, e suas consequências sobre a população civil, ressaltando, segundo o ministro, a responsabilidade das instituições internacionais "em evitar que os crimes de guerra fiquem impunes".
Um jovem palestino morreu com um ferimento na cabeça durante um protesto contra Israel realizado em Hebrom, no sul da Cisjordânia. De acordo com testemunhas palestinas, os manifestantes lançavam pedras nos militares israelenses, que tentavam conter o avanço da passeata com bombas de gás lacrimogêneo e tiros de borracha, quando o rapaz foi encontrado morto. Outros cinco palestinos ficaram feridos.
Sob o lema "Parem o genocídio em Gaza", organizações de esquerda e membros da comunidade árabe na Argentina protestaram em frente à embaixada de Israel na cidade de Buenos Aires, capital argentina, em repúdio à ofensiva militar israelense na Faixa de Gaza. Os manifestantes jogaram seus calçados contra a sede diplomática em sinal de rejeição.

### Reações no 22.º dia de conflito
As primeiras reações internacionais ao cessar-fogo unilateral declarado por Israel na Faixa de Gaza vieram dos Estados Unidos e do Reino Unido. A secretária de Estado Condoleezza Rice saudou a decisão israelense e expressou a esperança de que "todas as partes" cessem imediatamente os ataques e ações hostis. O ministro britânico das Relações Exteriores, David Miliband, declarou, em um comunicado, que o cessar-fogo unilateral trará "um imenso alívio". O secretário-geral da ONU, Ban Ki-moon, disse que estava aliviado com o cessar-fogo e defendeu que o governo de Israel retirasse as tropas de gaza o mais rapidamente possível.
O governo do Egito convidou líderes árabee e europeus para uma reunião, no balneário de Sharm el Sheikh, no mar Vermelho, sobre a situação na Faixa de Gaza, após sinais de que Israel poderia interromper a ofensiva militar no território palestino dominado pelo grupo extremista Hamas.
O governo de Portugal decidiu não permitir o voo ou aterrissagem nos aeroportos locais de aeronaves que transportem material bélico a Israel enquanto continuar a ofensiva militar na Faixa de Gaza.
Manifestantes se reuniram em Paris, França, em apoio a população palestina e exigiram o fim da ofensiva israelense na Faixa de Gaza. Segundo a polícia francesa, aproximadamente 3 mil pessoas foram às ruas, enquanto os organizadores do protesto afirmam que pelo menos 10 mil estiveram presentes nas manifestações.
Um coquetel molotov foi lançado durante a madrugada contra a sinagoga de Hayange, próximo a Thionville (no leste da França), provocando um pequeno de incêndio, informaram membros da comunidade judaica local.

### Reações no 23.º dia de conflito
Uma cúpula internacional de líderes europeus e árabes reunida no Egito pediu que o Exército de Israel retirasse suas forças de da Faixa de Gaza e abrisse o território para a entrada de ajuda humanitária.
Membros da comunidade judaica brasileira reuniram-se no Memorial da América Latina, na cidade de São Paulo, para manifestar-se em apoio à Israel.

### Reações após o cessar-fogo
O presidente da Autoridade Nacional Palestina Mahmoud Abbas apelou pela reconciliação e pela formação de um governo de unidade nacional para preparar o caminho para as eleições presidenciais e parlamentares.
O rei da Arábia Saudita, Abdullah, afirmou que proposta de paz de 2002 não estará disponível para sempre. "Israel tem de entender que a escolha entre guerra e paz não estará sempre aberta, e que a iniciativa de paz árabe que está na mesa hoje não ficará na mesa", disse o rei durante a cúpula da Liga Árabe.
O presidente iraniano, Mahmoud Ahmadinejad, felicitou o Hamas pela "vitória" contra Israel e estimulou o grupo a prosseguir com a resistência. A Sociedade Islâmica de Estudantes da Universidade de Teerã convidou os presidentes Hugo Chávez (da Venezuela) e Evo Morales (da Bolívia) para comemorar a retirada das tropas israelenses da Faixa de Gaza, fato que o grupo considerou uma "vitória".
Depois visitar um complexo da organização na Faixa de Gaza destruído pelas Forças de Defesa de Israel, o secretário-geral da ONU, Ban Ki-moon, afirmou que ficou "horrorizado" e pediu uma investigação a respeito do incidente e dos que realizaram o ataque contra o complexo devem ser responsabilizados. . "Não posso descrever como me sinto, depois de ver este local do bombardeio do complexo das Nações Unidas (...) sentir este cheiro de queimado, ainda está queimando. Este ataque contra as Nações Unidas foi escandaloso e totalmente inaceitável".
No Kuwait, líderes árabes reunidos em uma cúpula da Liga Árabe concordaram em ajudar a reconstruir a Faixa de Gaza, mas não conseguiram superar as divergências em relação tom do texto da sessão final.
No dia em que assumiu a presidência dos Estados Unidos, o presidente Barack Obama estaria planejando nomear o ex-senador George Mitchell como enviado para o Oriente Médio.
O presidente do Brasil Luiz Inácio Lula da Silva comemorou o cessar-fogo na Faixa de Gaza e defendeu a criação de dois Estados na região -um para israelenses e outro para palestinos.